# Piney Woods

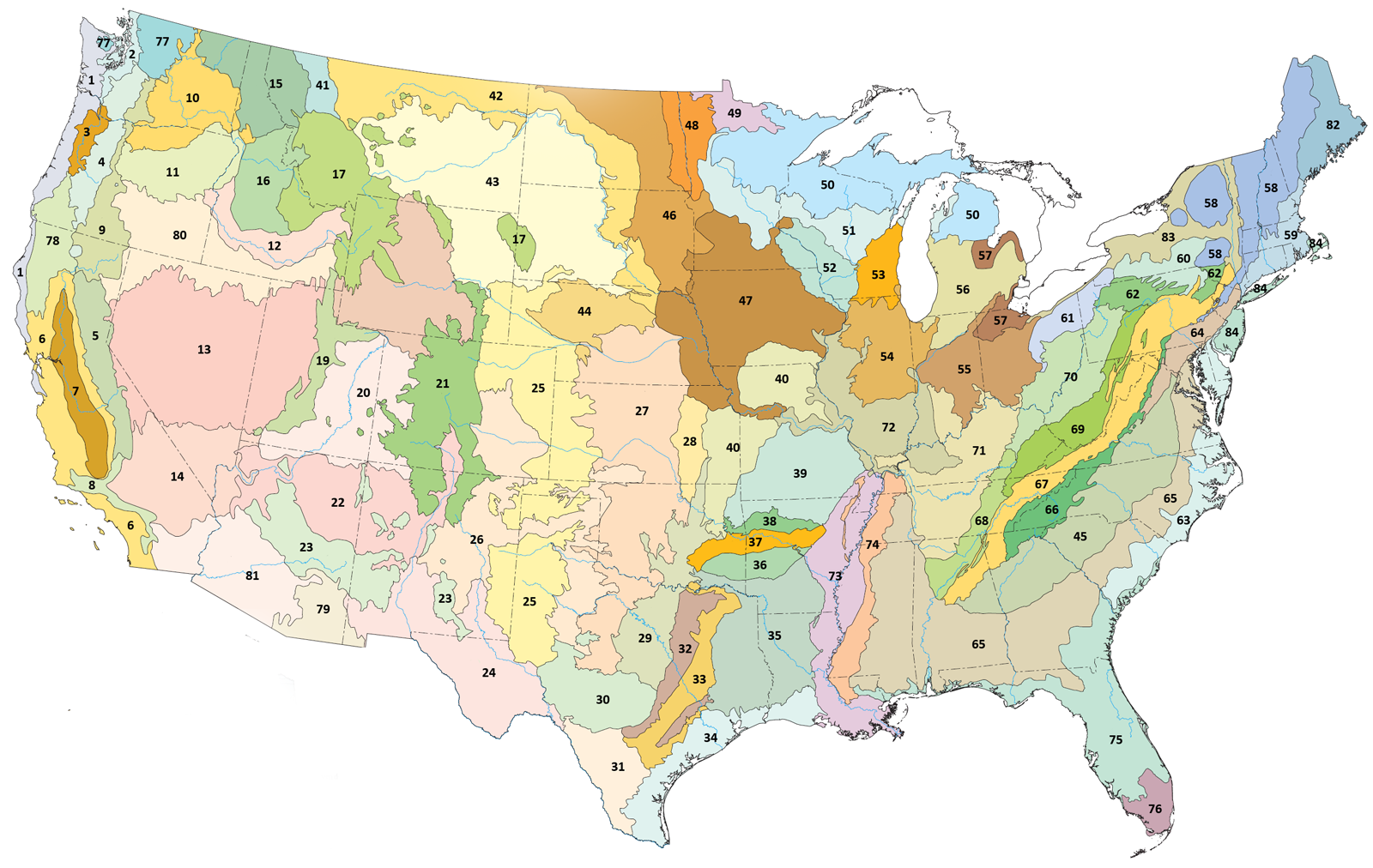
Piney Woods är region 35 på kartan.

Piney Woods är en ekoregion med subtropisk barrskog som täcker en area av 141 000 km2 i Texas, Louisiana och Arkansas samt Oklahoma. Regionen ligger  30 - 100 meter över havet. Den får 1 000 till 1 500 mm nederbörd per år och växtsäsongen är 230 till 265 dagar.

## Växter
På sandhedar växer långbarrig tall, kortbarrig tall och loblollytall tillsammans med kanelek och stolpek. I undervegetationen finns bland annat yaupon och blomsterkornell. Trädklädda gräsmarker består av spridda långbarriga tallar och loblollytallar tillsammans med tupelo, sweetgum och virginiamagnolia. Andra vanliga träd i regionen är amerikanskt judasträd, floridalönn och amerikansk alm.